# 第六十三国立銀行
第六十三国立銀行（だいろくじゅうさんこくりつぎんこう）は、八十二銀行の前身の一つとなった明治期の銀行である。長野県の養蚕・製糸産業の振興を、同時期に設立された他の国立銀行とともに金融面で支え、同県は「製糸王国」と呼ばれるようになった｡
本項では、私立銀行転換後の六十三銀行についても記す。

## 沿革
- 1878年（明治11年）10月　第六十三国立銀行設立[2]、本店を長野県埴科郡松代町（現 長野市）に置く。
- 1878年（明治11年）12月　開業
- 1893年（明治26年）12月　松代大火の影響により経営難となり稲荷山銀行と合併し、本店を長野県更級郡稲荷山町（現 千曲市）に移す。（この当時の本店建物は今も現存している）
- 1897年（明治30年）7月　国立銀行営業満期前特別処分法により、私立銀行に転換、六十三銀行と改称。
- 1901年（明治34年）8月　塩川銀行を買収
- 1905年（明治38年）6月　高井銀行を合併
- 1909年（明治42年）5月　信濃商業銀行を買収
- 1914年（大正 3年）5月　長野商業銀行を合併
- 1920年（大正 9年）3月　南安銀行を合併
- 1920年（大正 9年）6月　上越銀行を合併
- 1920年（大正 9年）9月　成資銀行を合併
- 1922年（大正11年）10月　高島銀行（明治38年設立）を買収、水内銀行を合併
- 1923年（大正12年）8月　小谷銀行を買収
- 1925年（大正14年）9月　松代保全合資会社を買収
- 1929年（昭和 4年）3月　新村銀行を合併
- 1929年（昭和 4年）9月　依田銀行を合併
- 1931年（昭和 6年）8月　第一次世界大戦後の慢性不況と世界恐慌による生糸価格の暴落などの中、一県一行政策により、第十九銀行と合併し八十二銀行[注 1]を新立。